# Kościół św. Trójcy w Naruszewie
Kościół p.w. Przenajświętszej Trójcy – rzymskokatolicki kościół parafialny należący do parafii św. Tekli w Naruszewie w dekanacie płońskim południowym diecezji płockiej.

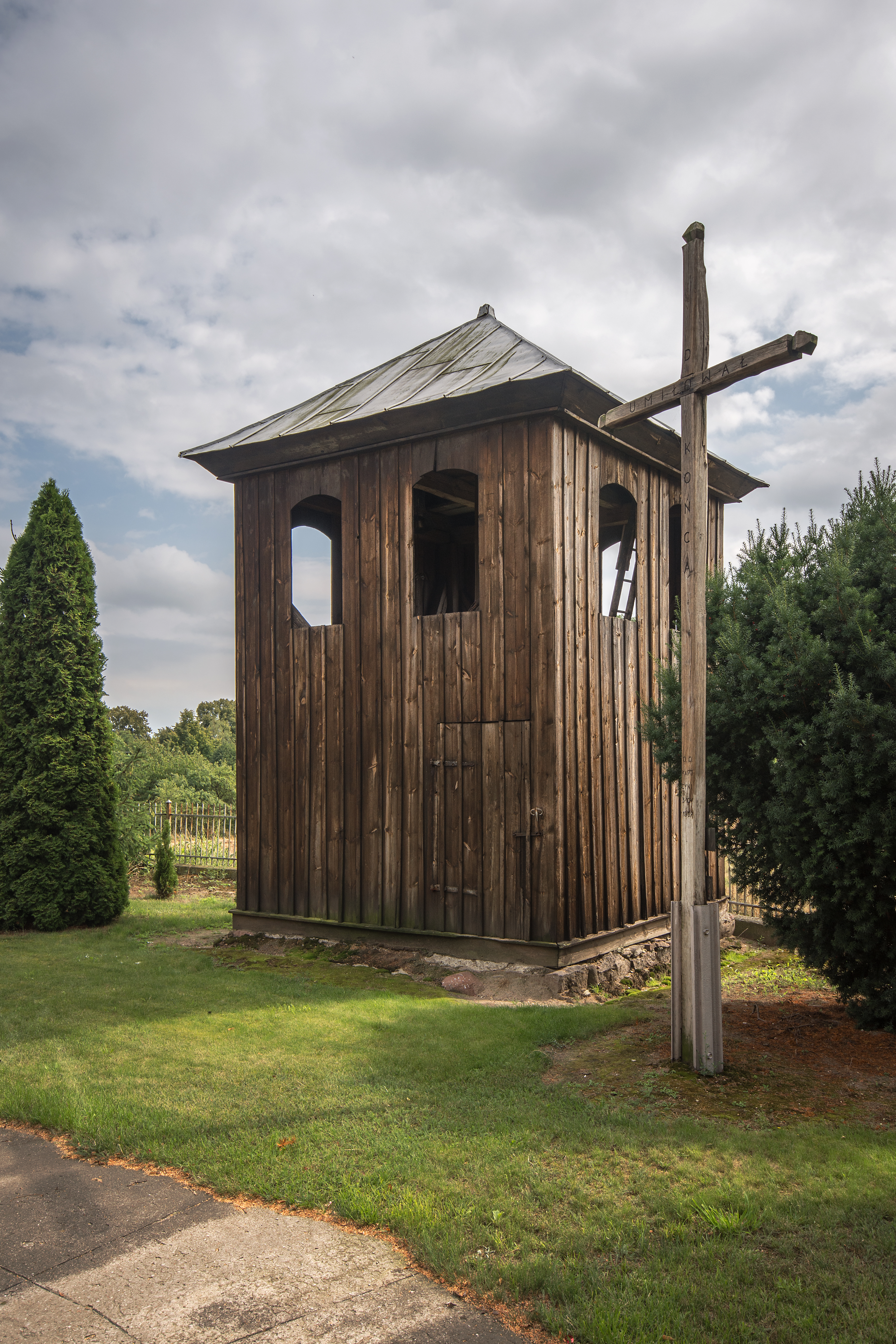
Dzwonnica

Jest to świątynia wzniesiona w 1786 roku. Wybudowana została  dzięki staraniom księdza Konstantego Wolickiego proboszcza norbertanek z Płocka. Budowla była remontowana w 1904, 1928, w latach 1961 – 62 i w 1992 roku.
Kościół jest drewniany, jednonawowy, posiada konstrukcję zrębową. Świątynia jest orientowana, do jej budowy użyto drewna sosnowego. Jej prezbiterium posiada równą szerokość co nawa i jest zamknięte prostokątnie. Zakrystia została dobudowana na głównej osi nawy  i posiada także tę samą szerokość. Od frontu nawy jest umieszczona kruchta. Dach kościoła jest jednokalenicowy i pokryty jest blachą, na dachu znajduje się sześciokątna wieżyczka na sygnaturkę. Jest ona zwieńczona blaszanym stożkowym dachem hełmowym z latarnią. Wnętrze nakryte jest stropem płaskim belkowym obejmującym całą świątynię. Chór muzyczny jest podparty dwoma słupami, znajduje się na nim prospekt organowy z 2 połowy XIX wieku z instrumentem z 1883 roku wykonanym przez Leopolda Blomberga. Belka tęczowa z krucyfiksem pochodzi z 1 połowy XVI wieku. Podłoga została wykonana z desek drewnianych. Ołtarz główny i ambona w stylu manierystycznym pochodzą z około lat 1630 – 40. Dwa ołtarze boczne w stylu barokowym pochodzą z XVIII wieku. Chrzcielnica w kształcie kielicha została wykonana w XVIII wieku.